# Guillaume Parvy
Pour les articles homonymes, voir Parvy.
Guillaume Parvy c'est-à-dire Guillaume Petit latinisé en Parvus et déformé en Parvy, humaniste, né à Montivilliers vers 1470, évêque de Troyes en 1518, puis de Senlis en 1528 jusqu’à sa mort en 1536.

## Biographie
Guillaume Petit dit en latin Parvus déformé en Parvy, est né à Montivilliers en Normandie. Religieux de l'Ordre des frères prêcheurs ou Jacobins du couvent de Rouen, il est docteur en théologie de la faculté de Paris en juin 1502. Il assiste la reine Anne de Bretagne sur son lit de mort en 1513 et officie trois fois pour ses obsèques à Blois, Paris et Saint-Denis. Il est également confesseur des rois Louis XII et François Ier, prédicateur à la cour, inquisiteur de la foi en France, puis évêque de Troyes et de Senlis. Il est l'un des fondateurs du Collège de France et auteur du premier inventaire de la bibliothèque du roi en 1518, devenue ensuite la bibliothèque nationale de France. Le roi François Ier obtient alors du pape Léon X, conformément au Concordat de Bologne de 1516, qu'il soit nommé évêque de Troyes, siège épiscopal laissé vacant par la mort de l'évêque Jacques Raguier le 14 novembre 1518 . 
Cette décision provoque les protestations du chapitre de chanoines de la cathédrale Saint-Pierre-et-Saint-Paul de Troyes qui veulent maintenir leur ancien droit d'élire l'évêque. Après un épiscopat difficile, Guillaume Parvus permute son évêché avec l'un de ses concurrents Odard Hennequin, ancien doyen de la Collégiale Saint-Étienne de Troyes, qui vient d'être nommé évêque de Senlis et qui peut ainsi retrouver sa ville natale. Guillaume Parvy fait son entrée à Senlis le 29 mars 1528. L'année suivante, il est envoyé par le roi en mission d'information sur les vaudois. Il réforme le prieuré de Saint-Martin en 1531 et meurt le 8 décembre 1536